# Llengua de ca
La llengua de ca (Cynoglossum officinale) també coneguda com a aferragós o cinoglossa o besneula, és una espècie de planta herbàcia dins la família boraginàcies, es troba a la major part d'Euràsia. A Amèrica del Nord va ser introduïda accidentalment i s'hi considera una espècie invasora. A Espanya figura en la llista de plantes de venda regulada.
És una planta anual o bienal. Les flors apareixen entre maig i setembre i són de color porpra-vermellenc. Creix en herbassars nitròfils a l'estatge subalpí.
El nom científic és la traducció en grec del nom vulgar, epítet oficinale («de farmàcia») es dona a moltes plantes medicinals, d'ús culinari o altres aplicacions.

## Fitoteràpia

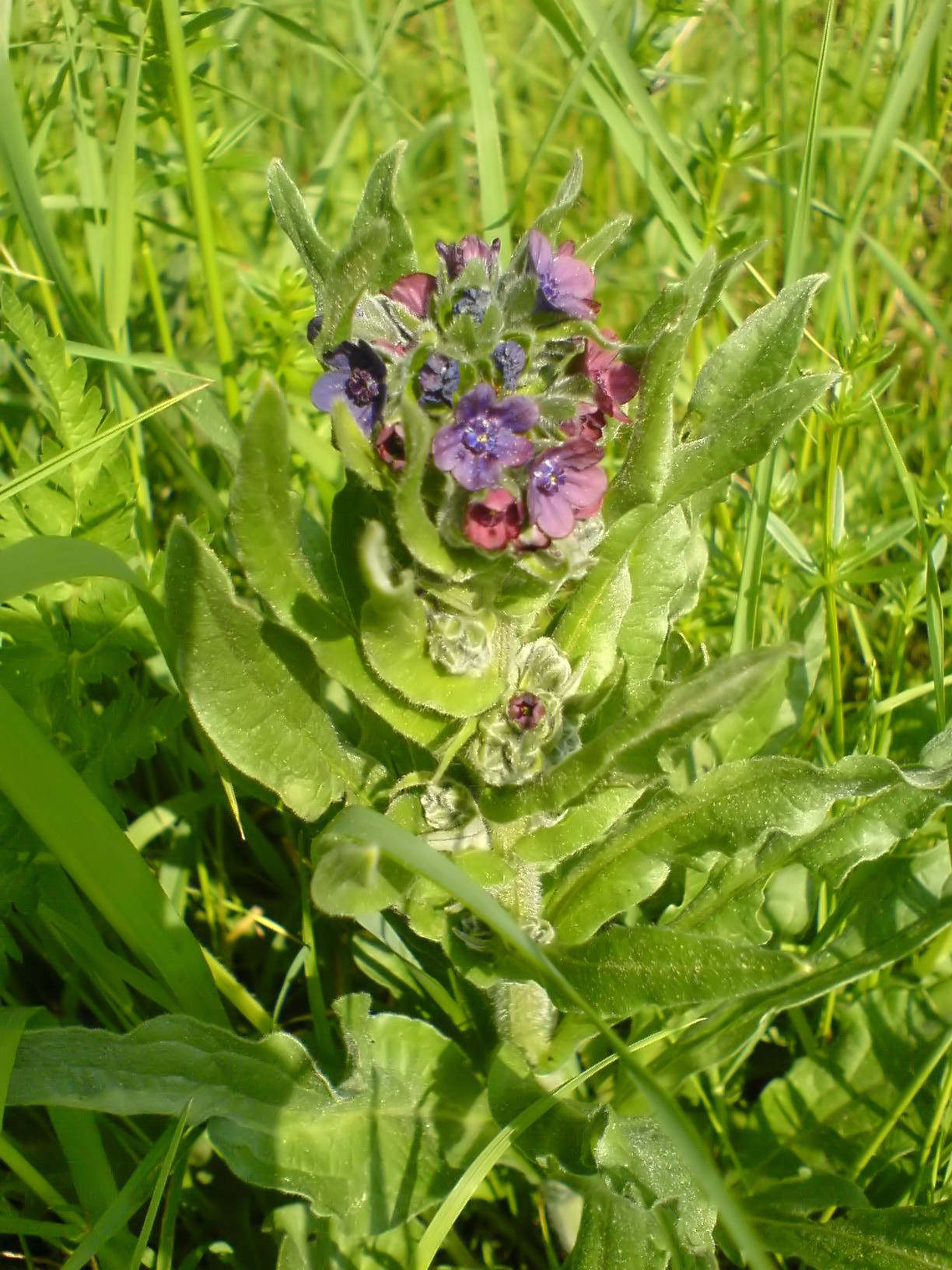
Llengua de ca

En la fitoteràpia les arrels es prenien per via oral eren considerades beneficioses per a la inflamació de vies respiratòries, digestives, diarrees i tos i també era útil com astringent. En un tractat de la primeria del segle xvii es pretén que guareixi la calvície i fins i tot la bogeria, però no té un suport científic.

## Toxicitat
Cynoglossum officinale conté alcaloides pirrolizidínics. És tòxic per al bestiar, sobretot en les plantes assecades, com el bestiar sol evitar les plantes viues. A més, els fruits es fixen a la pell com una veta adherent. A l'entorn dels ulls poden causar greus irritacions i baixen el valor de la pell dels xais, per l'extracost de treure'ls de la llana.